# Cardiophorus minutus
Cardiophorus minutus is een keversoort uit de familie kniptorren (Elateridae). De wetenschappelijke naam van de soort is voor het eerst geldig gepubliceerd in 1951 door Har. Lindberg.